# Eneko Bidegain
Pour les articles homonymes, voir Bidegain.
Eneko Bidegain (1975, Bayonne) est un journaliste, professeur, juge de joutes de bertsolari et écrivain basque français de langue basque.

## Biographie
Doctorant en études basque de l'université Bordeaux III et en histoire contemporaine de l'université du Pays basque, avec la thèse, Lehen Mundu Gerra Eskualduna astekarian (2012), Eneko Bidegain est professeur à l'université de Mondragón dans le département de la communication audiovisuelle.
Depuis 1999, Eneko Bidegain travaille pour des journaux tels que Berria, Euskaldunon Egunkaria à Bayonne. Il était responsable de la délégation de 2001 à 2009. En 2010, il commence à travailler à la faculté des sciences humaines et de l'éducation à l'université de Mondragón et entre 2009 et 2011, il enseigne également à la faculté de Bayonne de l'UPPA (université de Pau et des Pays de l'Adour).
Eneko Bidegain a publié son premier livre en 2001, Euskal Esaerak aux éditions Elkar. En 2002, il publie son premier roman, Anbroxio et en 2005, le second : Mahatsaren Begia. Il a également publié plusieurs essais, dont Iparretarrak, erakunde politiko armatu baten historia en 2007, traduit en français (Gatuzain, 2010) et en espagnol (Txalaparta, 2011). En 2009, il écrit Gerla Handia, muga sakona (Utriusque Vasconiae).
Il est également juge, par exemple au Bertsolari Txapelketa Nagusia d'Euskal Herria.

#### Nouvelles
- Anbroxio (2002, Elkar)
- Mahatsaren begia (2005, Elkar)

#### Littérature pour enfants
- Zorionak, Marko (2011, Elkar). Illustration: Marko Armspach[1].

#### Essais et recherches
- Euskal esaerak. Expressions basques (2001, Elkarlanean)
- Iparretarrak, erakunde politiko armatu baten historia (2007, Gatuzain)[2],[3]
  - Version française : Iparretarrak (IK): Histoire d'une organisation politique armée
  - Version espagnole : Iparretarrak : historia de una organización política armada
- Gerla Handia, muga sakona. Lehen Gerla Mundialaren (1914-1918) hastapenak Eskualduna eta Euzkadi aldizkarietan (2009, Utriusque Vasconiae)
- Patxa. Besta bai, borroka ere bai (2010, Gatuzain)
- Le Pays Basque et la grande guerre (2014, Elkar)